# Богдановце-над-Търнавоу
Богдановце-над-Търнавоу (на словашки: Bohdanovce nad Trnavou) е село в западна Словакия, в Търнавски край, в Търнава. Населението му е 1529 души.
Разположено е на 169 m надморска височина, на 8 km северно от град Търнава. Площта му е 11,48 km². Кмет на селото е Иван Бочко.